# Pista nera
Pista nera è un romanzo poliziesco dello scrittore italiano Antonio Manzini, pubblicato nel 2013. È il primo libro con protagonista il vicequestore Rocco Schiavone.

## Trama
Il vicequestore romano Rocco Schiavone è stato trasferito ad Aosta, città che detesta. Il ritrovamento del corpo di Leone Miccichè su una pista da sci nei pressi di Champoluc, dopo che un gatto delle nevi lo ha travolto, fa capire subito a Rocco che non si tratta di un incidente, ma di un omicidio. Infatti nell'esofago del cadavere viene trovato un fazzoletto rosso sporco di sangue. Per il vicequestore cominciano le indagini in quel paesino di montagna, dove tutti si conoscono e dove tutti sono imparentati. A seguirlo nelle indagini c'è l'ispettore Italo Pierron, che in quelle montagne c'è nato. Quindi conoscono la moglie del defunto, Luisa Pec, una donna bellissima che è tra l'altro in attesa di un figlio; l'ex-fidanzato di Luisa, Omar Borghetti, capo dei maestri di sci; il fratello di Miccichè, che era in conflitto con Leone per degli immobili in Sicilia; Luigi Bionaz, il capo dei gattisti, che aveva coordinato gli spostamenti di Amedeo, che con il suo gatto delle nevi aveva travolto il corpo di Leone. Schiavone ha tre piste da seguire, la vendetta di mafia, i debiti, il delitto passionale. Ma via via che le indagini proseguono sia la vendetta di mafia che i debiti vengono esclusi. Nel frattempo arriva da Roma un vecchio amico di Rocco, Sebastiano, che ha da proporgli un affare, un finto sequestro di marijuana, sostanza che abitualmente Rocco consuma. Per questa impresa si farà aiutare da Italo. Purtroppo nel finto sequestro incappano in un traffico di armi, che Rocco e Italo denunceranno alle autorità. Schiavone aveva chiesto al direttore delle poste, di recapitare direttamente a lui tutta la corrispondenza del defunto. Così viene in possesso di una serie di analisi che Leone aveva effettuato poco prima di morire, dalle quali risulta che l'uomo era sterile. Così Rocco riesce finalmente a capire il movente e gli assassini, ossia Luisa Pec e il suo amante Luigi Bionaz.

## Personaggi
- Italo Pierron: agente di polizia, è cresciuto ad Aosta. Segue le indagini insieme a Rocco Schiavone. In cambio di 3500 € si fa coinvolgere nel finto sequestro di marijuana.
- Nora: amante di Schiavone. Hanno un rapporto abbastanza libero.
- Leone Miccichè: è la vittima. È un catanese, di famiglia di imprenditori vinicoli, venuto ad aprire una lussuosa attività turistica nei pressi di Champoluc, insieme alla moglie Luisa Pec.
- Luisa Pec: moglie di Leone e amante di Luigi Bionaz, dal quale aspetta un figlio. È una donna bellissima, che è stata fidanzata con Omar Borghetti per diverso tempo e al quale deve parecchi soldi.
- Sebastiano: amico storico di Rocco. Vive a Roma e viene ad Aosta per proporre all'amico un finto sequestro.
- Luigi Bionaz: è il capo dei guidatori dei gatti delle nevi. È lui che decide di uccidere Leone, seppellendolo ancora vivo e legato sotto la neve e dicendo ad Amedeo di passare proprio in quella zona. Cerca di far ricadere la colpa su Omar, infilando un fazzoletto di quest'ultimo nella gola della vittima.

## Edizioni
- Antonio Manzini, Pista nera, Palermo, Sellerio, 2013. EAN 9788838929090